# Weverson Patrick Rodrigues de Oliveira
Weverson Patrick Rodrigues de Oliveira, kurz Weverson, (* 3. Juni 1988 in Campina Grande) ist ein brasilianischer Fußballspieler.

## Karriere
Der Mittelfeldspieler begann seine Karriere in der Jugendklasse bei Athletico Paranaense. 2006 spielte er in der oberen Liga beim FC Treze. Dort stand er von 2006 bis 2010 mit Unterbrechungen unter Vertrag. 2007 unterschrieb er bei Belenenses Lissabon für drei Jahre, kündigte den Vertrag nach nur einer Saison und kehrte wieder zum FC Treze zurück. In der Saison 2008/09 stand er für eine Saison beim Vila Nova FC unter Vertrag und kehrte 2010 zum dritten und bisher letzten Mal zum FC Treze zurück. 2012 unterzeichnete er einen Vertrag beim SK Sigma Olmütz, doch dieser wurde vom Verein wieder zurückgezogen. 2013 spielte er beim Verein AD Bahia de Feira und tingelt seitdem durch unterklassige Klubs seiner Heimat, ohne längerfristige Engagements.